# Яновська Олександра Григорівна
Яновська Олександра Григорівна — український юрист, науковець, громадський діяч, суддя Верховного Суду.
Доктор юридичних наук, професор, професор кафедри правосуддя Київського національного університету імені Тараса Шевченка. Адвокат адвокатського об'єднання «Подільська юридична консультація м. Києва». Суддя Ad hoc Європейського суду з прав людини. Була членом комісії з проведення конкурсу на зайняття посади Директора Національного антикорупційного бюро України (за квотою Кабінету Міністрів; грудень 2014 — квітень 2015).

## Наукова біографія
У 1993 закінчила юридичний факультет Київського національного університету імені Тараса Шевченка.
1987 — працювала секретарем-кодифікатором при президії Київської міської колегії адвокатів.
З 1994 — адвокат в адвокатському об'єднанні «Подільська юридична консультація м. Києва».
1998 — захистила дисертаційне дослідження на здобуття наукового ступеня кандидата юридичних наук на тему «Правові гарантії діяльності адвоката-захисника у кримінальному процесі України».
З 2000 — доцент кафедри конституційного та адміністративного права юридичного факультету ДВНЗ «Київський національний економічний університет імені Вадима Гетьмана».
2006 — присвоєно вчене звання доцента.
2011 — професор кафедри кримінального процесу Національної академії внутрішніх справ.
2012 — захистила дисертацію на здобуття наукового ступеня доктора юридичних наук на тему: «Теоретичні та організаційні засади функціонування та розвитку змагального кримінального судочинства».
2012 — професор кафедри правосуддя Київського національного університету імені Тараса Шевченка.
2014 — присвоєно вчене звання професора кафедри правосуддя.

## Суддівська кар'єра
Суддя Ad hoc Європейського суду з прав людини (на 2015 рік).
В листопаді 2017 р. була призначена на посаду судді Касаційного кримінального суду у складі новоствореного Верховного Суду. Була обрана суддею Великої Палати Верховного Суду.

## Наукова діяльність
Олександра Григорівна Яновська здійснює наукові дослідження у сферах загальних засад кримінального процесу, змагального кримінального судочинства, діяльності адвоката в кримінальному провадженні, організації та функціонування адвокатури в Україні, проблем судоустрою, прокуратури та адвокатури, застосування психологічного впливу учасниками процесуальних правовідносин.
Є автором та співавтором понад 70 наукових та навчально-методичних праць.
Член спеціалізованих вчених рад із захисту дисертацій Київського національного університету імені Тараса Шевченка (Д 26.001.05) та Національної академії внутрішніх справ (Д 26.007.05). Член науково-методичної ради юридичного факультету.

## Громадська діяльність
Член Науково-консультативної ради Національної асоціації адвокатів України. Член Експертної ради при НААУ з сертифікації та акредитації програм підвищення кваліфікації адвокатів. Голова кваліфікаційної палати Київської міської кваліфікаційно-дисциплінарної комісії адвокатури.
Входила до робочих груп Спілки адвокатів України по підготовці проектів Кримінального процесуального кодексу України та Закону України «Про адвокатуру та адвокатську діяльність».
Виступила автором низки тренінгів-семінарів по підвищенню кваліфікації адвокатів. Є тренером-консультантом Координаційного центру з надання безоплатної вторинної правової допомоги в Україні. Провадить лекції в межах програми підвищення кваліфікації суддів, що здійснюється Національною школою суддів України.
У грудні 2014 — квітні 2015 була членом комісії з проведення конкурсу на зайняття посади Директора Національного антикорупційного бюро України (за квотою Кабміну). Згодом Українська Гельсінська спілка з прав людини висунула О. Яновську до Ради громадського контролю цього органу, але в ході інтернет-голосування вона не набрала достатньої кількості голосів.
У 2017 році продовжувала брати участь у громадському житті.

## Відзнаки
- Диплом переможця професійного конкурсу «Адвокатура—2013» в номінації «За активну законодавчу роботу»
- Відомча відзнака МВС України — медаль «За розвиток науки, техніки та освіти»
- Орден Національної асоціації адвокатів України «Видатний адвокат України»[3].